# 1999 (chanson de Charli XCX et Troye Sivan)
Pour les articles homonymes, voir 1999 (homonymie).
Singles par Charli XCX
Girls Night Out (en)
(2018) Blame It on Your Love (en)
(2019)
Singles par Troye Sivan
Animal (en)
(2018) Revelation (en)
(2018)
1999 est une chanson de Charli XCX et Troye Sivan. Elle est sortie le 5 octobre 2018 en tant que premier single extrait de Charli, le troisième album studio de Charli XCX.

## Historique
Charli XCX commence à écrire 1999 avec Oscar Holter (en) et Noonie Bao. Ils l'envoient à Max Martin qui leur conseille de changer le refrain. Il n'est pas crédité pour l'écriture ou la production de la chanson mais Charli XCX explique dans une interview accordée à Billboard qu'elle considère qu'il a « rendu la chanson meilleure ». La chanteuse interprète une première version de cette chanson en juin 2018 lors d'un événement organisé par la plateforme de streaming Spotify. Elle explique au public présent qu'elle ne sait pas si elle va enregistrer la chanson elle-même ou si elle va la proposer à un autre artiste. Elle la fait écouter à Troye Sivan qui l'apprécie et ils décident de travailler ensemble.
Le 1er octobre 2018, Charli XCX et Troye Sivan annoncent leur collaboration en postant sur leurs réseaux sociaux la pochette du single qui est inspirée de l'affiche du film Matrix. Le single sort quatre jours plus tard, le 5 octobre 2018.
Les deux artistes collaborent à nouveau pour la chanson 2099 (en) qui est présentée comme la suite de 1999. Ils l'interprètent pour la première fois sur scène en juin 2019 lors de la première édition du Go West Fest, festival de musique qu'ils ont créé ensemble.

## Clip vidéo
Le clip vidéo de 1999, réalisé par Charli XCX et Ryan Staake (en), sort le 11 octobre 2018. Il contient de nombreuses références à la culture populaire des années 1990 : Charli XCX se transforme en Steve Jobs, TLC et les Spice Girls et recréée les affiches des films Le Projet Blair Witch et American Beauty tandis que Troye Sivan incarne Eminem, Justin Timberlake et les Backstreet Boys. Ensemble, ils rejouent des scènes des films Titanic et Matrix ainsi que l'apparition de Marilyn Manson et Rose McGowan sur le tapis rouge de la cérémonie des MTV Video Music Awards 1998 (en). Ils se transforment aussi en personnages du jeu vidéo Les Sims et recréent des publicités de marques comme Casio, Hanes et Skechers,.

## Classements et certifications
| Classement (2018-19)                           | Meilleure position |
| ---------------------------------------------- | ------------------ |
| Australie (ARIA)                               | 18                 |
| Belgique (Flandre Ultratip Bubbling Under 100) | 32                 |
| Belgique (Wallonie Ultratip Bubbling Under 50) | 44                 |
| Corée du Sud (Gaon International Downloads)    | 96                 |
| Écosse (OCC)                                   | 24                 |
| États-Unis (Dance Club Songs)                  | 48                 |
| États-Unis (Pop Airplay)                       | 37                 |
| Grèce (IFPI Greece)                            | 20                 |
| Hongrie (Single Top 40)                        | 40                 |
| Hongrie (Dance Top 40)                         | 30                 |
| Irlande (Irish Singles Chart)                  | 28                 |
| Nouvelle-Zélande (Hot 40 Singles)              | 10                 |
| Pays-Bas (Single Top 100)                      | 30                 |
| Royaume-Uni (UK Singles Chart)                 | 13                 |
| Royaume-Uni (UK Audio Streaming Chart)         | 29                 |
| Royaume-Uni (UK Download Chart)                | 20                 |
| Royaume-Uni (UK Singles Sales Chart)           | 20                 |
| Suède (Sverigetopplistan Heatseekers)          | 15                 |

| Classement (2019)       | Position |
| ----------------------- | -------- |
| Australie (ARIA Charts) | 100      |

| Région | Certification | Ventes/Streams |
| --- | ------------- | -------------- |
| Australie (ARIA) | 2 × Platine   | 140 000^       |
| Royaume-Uni (BPI) | Or            | 400 000‡       |
| *Ventes selon la certification ^Mise en rayon selon la certification xNon précisé par la certification ‡ventes/streaming selon la certification |               |                |